# Propithecus tattersalli
Il sifaka dalla corona dorata (Propithecus tattersalli Simons, 1988) è un lemure della famiglia degli Indriidae.

## Descrizione
Descritto per la prima volta nel 1988 dal primatologo Elwyn LaVerne Simons, P. tattersalli, in malgascio Akomba Malandy, è il più piccolo di tutti i sifaka.

È lungo infatti solo 85 – 95 cm, con una coda di 40 – 45 cm. Raggiunge un peso di 3.5 kg.

## Biologia
Si tratta di animali diurni ed arboricoli: vivono in nuclei familiari formati al massimo da 10 esemplari (solitamente 5 o 6), con un maschio e una femmina dominanti che sono teoricamente gli unici a riprodursi.

### Alimentazione
Questi animali, come tutti i congeneri, sono erbivori, in particolare si nutrono di foglie, non disdegnando di integrare la dieta con fiori e frutti.

### Riproduzione
Nel periodo riproduttivo (febbraio-marzo) i giovani maschi lasciano il loro gruppo di origine per aggregarsi ad altri gruppi, nella speranza di accoppiarsi e riprodursi anch'essi. Ogni anno, dopo una gestazione di 4-5 mesi, la femmina dominante dà alla luce un unico piccolo (anche se a volte possono nascere dei gemelli), che si attacca saldamente al ventre materno per circa 8 mesi.

## Distribuzione e habitat
È diffuso in una piccola area di circa 88.000 ha nella foresta decidua secca nel nord-est del Madagascar.

## Conservazione
Specie considerata in pericolo critico in base ai criteri della IUCN Red List. È stata recentemente inserita nella lista dei 25 primati più minacciati al mondo.
La Zoological Society of London, in base a criteri di unicità evolutiva e di esiguità della popolazione, considera Propithecus tattersalli una delle 100 specie di mammiferi a maggiore rischio di estinzione. La specie è stata recentemente inserita nella lista dei 25 primati più minacciati al mondo.
La ricerca dell'oro, le coltivazioni di terreni appositamente incendiati, l'allevamento intensivo di zebù sono solo alcune cause della diminuzione degli esemplari di questa specie. Il loro habitat, infatti, è stato notevolmente ridotto e frammentato negli ultimi trent'anni.